# Dolphin
Dolphin este managerul de fișiere implicit pentru KDE 4. Poate fi instalat opțional în KDE 3. Deși a fost înlocuit ca manager implicit de fișiere pentru KDE 4, Konqueror este browser-ul web implicit și poate fi folosit ca manager de fișiere alternativ pentru power useri.
Sub versiuni precedente ale lui KDE, Konqueror a servit drept manager implicit de fișiere și browser web. De mulți ani, utilizatorii au criticat Konqueror ca fiind prea complex pentru simpla navigare de fișiere. Ca răspuns, cele doua funcții au fost împărțite în două aplicații separate. Sub KDE 4, Dolphin a fost destinat navigării de fișiere, împărțind cât mai mult cod cu Konqueror. Konqueror continuă să fie dezvoltat ca browser web.

## Dolphin și KDE 3
În timp ce dezvoltarea versiunii pentru KDE 4 a demarat, versiunea pentru KDE 3 a fost întreruptă. Programul este disponibil neoficial pentru KDE 3 sub numele „D3lphin”. D3lphin conține multe reparații și un nou sidebar și este întreținut de Marcel Juhnke pe saitul web al său.

## Trasaturi
- Bară breadcrumb de navigare - pe fiecare parte a URL-ului se poate face click
- 3 moduri de vizualizare (Pictograme, Detalii și Coloane), reținute pentru fiecare director
- Previzualizări ale fișierelor
- Vizualizări multiple (pentru copierea și mutarea fișierelor)
- Transparență de rețea
- Funcționalitate anulare/refacere
- Redenumirea unui număr variabil de elemente selectate se face intr-un singur pas
- Integrare NEPOMUK